# Dainius Žalimas
Dainius Žalimas (ur. 22 maja 1973 w Wilnie) – litewski prawnik i nauczyciel akademicki, w latach 2014–2021 prezes Sądu Konstytucyjnego, deputowany do Parlamentu Europejskiego X kadencji.

## Życiorys
W 1996 ukończył studia prawnicze na Uniwersytecie Wileńskim, doktoryzował się w 2001. Zajął się działalnością dydaktyczną jako nauczyciel akademicki na różnych uczelniach. W 2011 uzyskał profesurę. Autor i współautor publikacji książkowych oraz artykułów naukowych (głównie z zakresu prawa międzynarodowego i prawa konstytucyjnego). Należał do Związku Ojczyzny, w latach 2001–2003 zasiadał w radzie miejskiej Wilna. W 1997 oraz w latach 1998–2011 pełnił funkcję doradcy ministra obrony narodowej. Był również przewodniczącym międzyresortowej komisji do spraw wdrażania międzynarodowego prawa humanitarnego.
W latach 2011–2021 był członkiem Sądu Konstytucyjnego, od 2014 sprawował urząd prezesa tej instytucji. Powrócił do działalności akademickiej, został wykładowcą Uniwersytetu Witolda Wielkiego i dziekanem wydziału prawa tej uczelni. W 2022 powołany w skład Komisji Weneckiej.
W 2024 zarejestrowano go jako kandydata w rozpisanych na maj tegoż roku wyborach prezydenckich. Uzyskał poparcie ze strony Partii Wolności. W pierwszej turze otrzymał 3,6% głosów, zajmując 6. miejsce wśród 8 kandydatów. W tym samym roku z ramienia Partii Wolności został wybrany na eurodeputowanego X kadencji.

## Odznaczenia
- Order Wielkiego Księcia Giedymina II klasy (2018)[1]